# NGC 7839
NGC 7839 – para gwiazd znajdująca się w gwiazdozbiorze Pegaza. Jaśniejsza z tych gwiazd ma jasność obserwowaną 15m i czasem to tylko ona uznawana jest za obiekt NGC 7839. Zaobserwował ją Guillaume Bigourdan 18 listopada 1886 roku, lecz błędnie skatalogował jako obiekt typu „mgławicowego”.